# Mohammed Hamony
Mohammed Hamony de son nom complet Mohammed Zine El Âbidine Hamony, né le 5 août 2006 à Casablanca au Maroc , est un footballeur marocain qui évolue au poste d'ailier au Girona FC.

## Biographie

### Naissance et origines
Mohammed Hamony naît à Casablanca et grandit dans le quartier de Sbata. Issu d'une famille mixte, son père est Guadeloupéen et sa mère Marocaine. 
Jouant au football au Maroc à l'Association Jeunesse Jamila, un club basé dans sa ville natale et approché par l'Académie Mohammed VI, il quitte son pays à l'âge de douze ans pour poursuivre ses études et sa formation footballistique à Rouen au nord de la France en compagnie de sa famille. C'est dans cette ville qu'il combine ses études avec le football au FC Rouen, et ensuite à l'US Quevilly-Rouen Métropole.

### Formation au Havre AC (2020-2024)
Repéré à Rouen par Franck Sale, ancien responsable du recrutement au centre de formation du Havre AC, Hamony, bien qu'arrivé sur le tard en France et ne parlant pas initialement le français, attire rapidement l'attention des entraîneurs grâce à son potentiel exceptionnel. Sous l'accompagnement de François Rodrigues (entraîneur de l'équipe réserve) et l'entraînement de Michaël Bunel, Hamony progresse à chaque étape de sa formation, démontrant ses qualités intrinsèques. Sa performance remarquable avec les U17 a conduit Mathieu Bodmer et François Rodrigues à prendre la décision de le faire évoluer rapidement dans le groupe N3.
Lors de la saison 2022-2023,,, il évolue en championnat des moins de 17 ans, au sein d'une génération 2006-2007 prometteuse, jouant notamment le dernier carré du championnat et étant éliminé par l'Olympique de Marseille en mai 2023,,. En juin 2023, il signe un contrat semi-pro le prolongeant de trois saisons en plus.
En novembre 2023, l'entraîneur de l'équipe réserve François Rodrigues déclare à propos de Hamony : « Il fait partie des joueurs à très fort potentiel chez nous, qui sont ciblés, nous, on va l'accompagner et il n'y a pas de surprise de notre côté de le voir à ce niveau-là. Sur le petit côté négatif, on a connu quelques petits soucis de comportement avec Mohamed, on a été obligés de resserrer la vis. ». François Rodrigues souligne la capacité de Hamony à avoir un impact offensif important pour son équipe, le positionnant parmi les meilleurs joueurs de la compétition dans la création et le rôle de milieu offensif. Plus tard, durant ce mois et trêve internationale, ses prestations en Coupe du monde U17 ne passent pas inaperçu et il apparaît à la une du journal Foot Mercato, présenté comme un talent suivi par les plus grands clubs d'Europe dont l'Olympique lyonnais, l'Ajax Amsterdam et le Borussia Dortmund,,.
En fin de contrat aspirant, Hamony est poussé vers la porte de sortie par les dirigeants havrais. Lui exigeait de signer professionnel, le club tenait à ce qu’il ne saute pas la case « stagiaire », selon le directeur sportif Mathieu Bodmer.

### Carrière en sélection
Hamony est international marocain en équipes de jeunes, étant sélectionné avec les moins de 17 ans pour la CAN des moins de 17 ans qui a lieu au printemps 2023 en Algérie,, dans un contexte de fortes tensions et incertitudes liées aux relations compliquées entre les deux voisins maghrébins,.
Titulaire tout du long de la compétition, il permet aux siens de se qualifier pour la coupe du monde junior en éliminant l'Algérie à domicile en quart de finale,,, s'imposant ensuite face au Mali pour atteindre la finale du tournoi,,, où ils s'inclinent 2-1 dans les dernières minutes face au Sénégal,,.
Se préparant pour la Coupe du monde U17, il reçoit sa première sélection avec le Maroc -18 ans en octobre face à l'Angleterre -18 ans (défaite, 1-0). Le 23 octobre 2023, il est sélectionné sur la liste définitive de Saïd Chiba pour la Coupe du monde U17 en Indonésie. Élu homme du match lors du premier match du Mondial face au Panama -17 ans, il est éliminé en quarts de finale de la compétition, battu par le Mali -17 ans sur le score de 0-1,.

## Style de jeu
Droitier de talent, Mohamed Hamony suscite des comparaisons avec des joueurs éminents tels que Paul Pogba et Ferland Mendy, tous ayant émergé du centre de formation prestigieux du Havre AC. Au cours de son parcours en catégorie junior, antécédant ses débuts professionnels, l'appréciation de son potentiel émane de l'entraîneur de l'équipe réserve du Havre AC, François Rodrigues. Celui-ci le qualifie de manière élogieuse en le décrivant comme "très talentueux", soulignant la nécessité, en tant que formateurs, de demeurer attentifs à son développement. Rodrigues insiste sur la nature intelligente du joueur, reconnaissant que son évolution peut parfois nécessiter des ajustements, mais affirmant que Hamony fait preuve de discernement dans son parcours sportif.
Dépeint par François Rodrigues comme "un garçon très fort dans le un contre un et très intelligent dans la dernière passe", Mohamed Hamony s'affirme en tant que dépositaire incontesté du jeu au sein de sa sélection -17 ans. Son influence sur le terrain est palpable, semant fréquemment la panique au sein des rangs adverses, notamment par le biais de longues chevauchées sur le flanc gauche du terrain. La combinaison de son talent individuel, de sa vitesse remarquable et de son audace manifeste s'avère être autant de clés stratégiques lui permettant de déverrouiller les défenses les plus solidement établies.

## Palmarès

### En club
| Maroc -17 ans - Coupe d'Afrique des nations - Finaliste : 2023 |

### Distinctions individuelles
- 2023 : Homme du match Maroc - Panama lors de la Coupe du monde U17[32].